# AUF – Eine Frauenzeitschrift

Logo der Zeitschrift

AUF – Eine Frauenzeitschrift war ein österreichisches feministisches Magazin, das von 1974 bis 2011 erschien. Die Zeitschrift entstand aus der Wiener Frauenbewegung heraus und verstand sich als Plattform der Frauenbewegung.

## Geschichte
Am 4. November 1972 versammelten sich 50 Frauen im Büro des Internationalen Zivildienstes in Wien und gründeten die „Aktion Unabhängiger Frauen“. Dieses Treffen gilt als Beginn der autonomen Frauenbewegung Österreichs. Die „AUF-Mitteilungen“ wurden zunächst als periodische Zeitschrift angemeldet, sie sollte als internes Diskussionsblatt dienen und wurde an rund 300 Frauen verschickt. Nachdem 1974 ein Vereinslokal in der Wiener Tendlergasse im 9. Bezirk angemietet wurde, gründete sich schließlich AUF – Eine Frauenzeitschrift, die erste Ausgabe erschien im Oktober 1974. Zu Beginn wurde die Zeitschrift von acht bis zehn Frauen als Redaktionskollektiv produziert, sie erschien viermal pro Jahr, hinzu kamen einige Sonderausgaben. Finanziert wurde das Projekt durch ehrenamtliche Mitarbeit, Abo-Einnahmen, Spenden und Publizistikförderung. Die AUF blieb unabhängig von politischen Parteien und Organisationen. Die Frauen im Redaktionskollektiv wechselten laufend, in der Redaktion gab es keine klassischen Strukturen bzw. Funktionen. 2011 wurde die Zeitschrift schließlich aufgrund mangelnder Beteiligung und sinkender Abo-Zahlen eingestellt, die 153. Ausgabe war die letzte.

## Inhalte
Die Debatte um den Schwangerschaftsabbruch, der in Österreich bis 1975 unter Strafe gestellt war, spielte zu Beginn der AUF-Zeitschrift eine große Rolle. Inhalte der ersten Ausgabe waren Abtreibung („Fristenlösung“), Funktion der Familie, Alternativen zur Familie, Familienrecht, Ziele der Frauenbewegung. Die Redakteurinnen griffen verschiedene Themen der Frauenbewegung auf, die in den 1970er-Jahren öffentlich stark präsent war, auch das eigene Selbstverständnis wurde immer wieder thematisiert. Mit der Etablierung der feministischen Forschung an den Universitäten wurden auch die Artikel in der AUF analytischer und differenzierter, während zu Beginn die persönliche Betroffenheit im Vordergrund stand. „Die Entwicklung vom politischen Aktivismus zur Aufteilung der Frauenbewegung in viele verschiedene Richtungen/Projekte ist auch an der AUF nicht spurlos vorbeigegangen: Vom Sprachrohr einer Bewegung entwickelte sich die Zeitschrift zu einer Plattform des feministischen Diskurses“, ist im Selbstporträt zu lesen.